# Marin Rozić
Marin Rozić (Mostar, 14. veljače 1983.) je hrvatski profesionalni košarkaš. Visok 2,01 m i težak 100 kg. Igra na poziciji krila, a trenutno nastupa za Cibonu Zagreb. 
Od listopada 2018. godine član je političke stranke Bandić Milan 365 – Stranka rada i solidarnosti.

## Karijera
Karijeru je započeo u košarkaškom klubu Zrinjevac Zagreb u kojem je proveo tri sezone. Seli se u talijanski Livorno u kojem je proveo jednu sezonu. U sezoni 2004./05 seli se natrag u Hrvatsku, točnije u Cibonu. S Cibonom dvaput zaredom osvaja HKL, točnije u sezonama 2005/06. i 2006/07.

## Hrvatska košarkaška reprezentacija
Rozić je od 2007. redoviti član Hrvatske košarkaške reprezentacije. Nastupao je na Eurobasketu 2007., te na Olimpijskim igrama u Pekingu 2008.